# Francesco Molinari
Francesco Molinari (Turijn, 8 november 1982) is een Italiaanse golfprofessional. Molinari is de twee jaar jongere broer van Edoardo Molinari, eveneens een golfprofessional.

## Amateur

### Gewonnen
- 2002: Italiaans Amateur Strokeplay Kampioenschap, Italiaans Foursomes Kampioenschap (met Eduardo Molinari)
- 2004: Italiaans Amateur Strokeplay Kampioenschap, Italiaans Matchplay Kampioenschap, Sherry Cup (Spanje)

### Teams
- Eisenhower Trophy: 2002 (met Edoardo Molinari en Andrea Romano)

## Professional
Molinari speelt op de Europese PGA Tour en is in 2004 prof geworden. Hij won in mei 2006 het Telecom Italiaans Open op de Castello di Tolcinasco G&CC te Milaan. Molinari is de eerste Italiaanse winnaar van het Open sinds Massimo Mannelli het toernooi in 1980 in Acquasanta won. Het jaar daarop eindigde hij op de derde plaats.
In 2008 bereikte Molinari vijf Top-10 plaatsen, maar miste de cut bij het KLM Open op de Kennemer. In 2009 haalde Molinari een tweede plaats op het UBS Hong Kong Open en de Portugal Masters. Hij stond in november 2009 op de 37ste plaats op de wereldranglijst (OWGR).

### Gewonnen
Nationaal
- 2009: Italiaans PGA Kampioenschap

Europese Tour
- 2006: Telecom Italiaans Open
- 2010: WGC - HSBC Champions
- 2012: Spaans Open

### Teams
- World Cup: 2007, 2009 (winnaars), beide Edoardo Molinari
- Seve Trophy (namens Continentaal Europa): 2009, 2011
- Ryder Cup: 2010, 2012, 2018